# Ataques con carta bomba en España de 2022
A finales de noviembre y principios de diciembre de 2022, se enviaron varias cartas bombas a lugares de toda España.

## Cronología
El 24 de noviembre de 2022, una carta bomba, dirigida al presidente del Gobierno de España Pedro Sánchez, llegó al Palacio de la Moncloa en Madrid, España. La bomba fue destruida en una explosión controlada y no se reportaron heridos.
El 30 de noviembre de 2022, se enviaron más cartas bomba. El primero fue enviado por correo a la embajada de Ucrania en Madrid y explotó cuando un agente de seguridad lo abrió en el jardín de la embajada, dejándose una "muy pequeña herida" en un dedo. El fabricante de armas Instalaza, en Zaragoza, al noreste de Madrid, recibió un paquete similar horas después.
El 1 de diciembre de 2022, antes del amanecer, otra carta bomba fue interceptada después ser detectada por un escáner, en la Base Aérea de Torrejón, cerca de Madrid. El paquete estaba dirigido al Centro de Satélites de la Unión Europea en la base. El mismo día, se recibió una carta bomba adicional en el Ministerio de Defensa y se desactivó.

## Análisis y respuesta
Según los informes, cada una de las cartas bomba era similar, en sobres marrones dirigidos a los directores de cada institución. Los dispositivos consistían en pólvora suelta con un mecanismo de encendido eléctrico, lo que provocaba un efecto de combustión en lugar de explosión. Una funcionaria, Rosa Serrano, dijo a la emisora SER que los paquetes enviados tanto a la embajada de Ucrania como a Instalaza tenían la misma dirección de retorno.
En respuesta a los atentados con cartas bomba, las autoridades españolas incrementaron las medidas de seguridad en los edificios públicos y diplomáticos. El ministro de Exteriores de Ucrania, Dmitró Kuleba, ordenó aumentar la seguridad de todas las embajadas ucranianas e instó a España a investigar el atentado. Se informó que la Audiencia Nacional abrió una investigación por un posible caso de terrorismo.
El 22 de enero de 2023, The New York Times publica que dichos ataques fueron planeados por el Gobierno ruso y ejecutados por el Movimiento Imperial Ruso, un grupo ultraderechista y supremacista ruso con presencia en múltiples países europeos, citando a agentes de servicios de inteligencia estadounidenses y europeos. De confirmarse, sería evidencia de que Rusia estaría usando a grupos ultras para consumar ataques contra las instituciones de miembros de la OTAN y así disuadir la opinión pública de mantener el apoyo militar que los países miembros de la organización transatlántica mantienen sobre Ucrania frente a la invasión que inició Rusia sobre ella en 2022.
Pese al artículo publicado por The New York Times, una audiencia nacional afirmó que los ataques no estaban vinculados a ningún grupo u organización, sino que el autor fue un único individuo actuando en solitario.